# Tragamin
Tragamin (1945 Gajewo, niem. Tragheim) – osada w Polsce położona w województwie pomorskim, w powiecie malborskim, w gminie Malbork na obszarze Wielkich Żuław Malborskich przy drodze krajowej nr .
W latach 1975–1998 miejscowość administracyjnie należała do województwa elbląskiego.
Przez Tragamin przebiegała linia kolejowa należąca do sieci Gdańskich Kolei Dojazdowych. Przez wiele lat stanowiła ona podstawowy środek transportu płodów rolnych oraz węgla. W Tragaminie znajdował się tor ładunkowy.